# Acriflaviniumchlorid
Acriflaviniumchlorid ist ein Stoffgemisch, das als Arzneistoff (Antiseptikum im Mund- und Rachenbereich) Anwendung findet. Es wurde 1929 von der I. G. Farben patentiert.
Chemisch gesehen handelt es sich dabei um ein Gemisch aus etwa zwei Drittel 3,6-Diamino-10-methylacridiniumchlorid (C14H14ClN3) und etwa ein Drittel 3,6-Diaminoacridinhydrochlorid (C13H12ClN3), von denen das Erstere eine quartäre Ammoniumverbindung darstellt. Beide Verbindungen sind Derivate des Acridins.

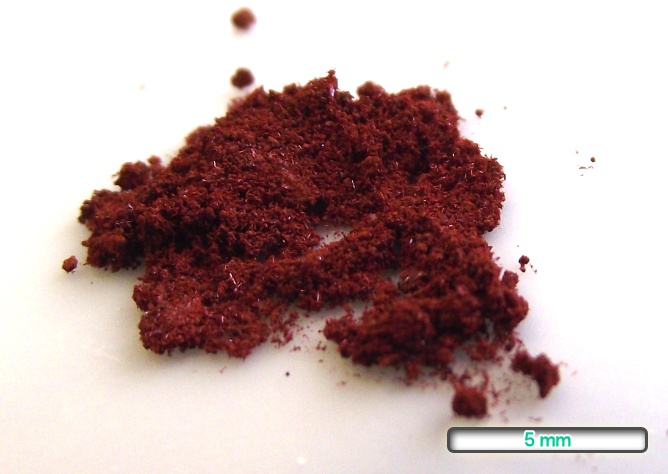
Acriflaviniumchlorid: Ein rötlich braunes, kristallines Pulver

## Wirkung
Acridin-Derivate sind gegenüber grampositiven Bakterien wirksam. Acriflaviniumchlorid interkaliert in Nukleinsäuren und hemmt dadurch die Vermehrung von Bakterien und Viren. Nach einer Studie der Internationalen Agentur für Krebsforschung (IARC) ist es jedoch möglicherweise carcinogen.

## Weitere Verwendungen
Acriflaviniumchlorid wird auch zur Vitalfärbung verwendet. Früher wurde 3,6-Diamino-10-methylacridiniumchlorid auch unter dem Namen Trypaflavin als Mittel gegen die Afrikanische Trypanosomiasis („Schlafkrankheit“), deren Erreger zu den Trypanosomen gehört, angewendet.